# Mid-Ulster Football League
La Mid-Ulster Football League è un campionato nordirlandese di calcio del 4º livello.

## Albo d'oro

### Intermediate A
| Anno      | Campione          | Vicecampione        |
| --------- | ----------------- | ------------------- |
| 1997-1998 | ?                 | ?                   |
| 1998-1999 | ?                 | ?                   |
| 1999-2000 | ?                 | ?                   |
| 2000-2001 | ?                 | ?                   |
| 2001-2002 | ?                 | ?                   |
| 2002-2003 | ?                 | ?                   |
| 2003-2004 | ?                 | ?                   |
| 2004-2005 | ?                 | ?                   |
| 2005-2006 | ?                 | ?                   |
| 2006-2007 | ?                 | ?                   |
| 2007-2008 | ?                 | ?                   |
| 2008-2009 | Dollingstown      | Warrenpoint Town    |
| 2009-2010 | Warrenpoint Town  | Dollingstown        |
| 2010-2011 | Tandragee Rovers  | Markethill Swifts   |
| 2011-2012 | Camlough Rovers   | Tandragee Rovers    |
| 2012-2013 | Dollingstown      | Tandragee Rovers    |
| 2013-2014 | Dollingstown      | Tandragee Rovers    |
| 2014-2015 | Tandragee Rovers  | Ballymacash Rangers |
| 2015-2016 | Newry City        | Valley Rangers      |
| 2016-2017 | Dollingstown      | Valley Rangers      |
| 2017-2018 | Dollingstown      | Banbridge Rangers   |
| 2018-2019 | Hanover           | Crewe United        |
| 2019-2020 | Banbridge Rangers | Ballymacash Rangers |

### Intermediate B
| Anno      | Campione            | Vicecampione      |
| --------- | ------------------- | ----------------- |
| 1997-1998 | ?                   | ?                 |
| 1998-1999 | ?                   | ?                 |
| 1999-2000 | ?                   | ?                 |
| 2000-2001 | ?                   | ?                 |
| 2001-2002 | ?                   | ?                 |
| 2002-2003 | ?                   | ?                 |
| 2003-2004 | ?                   | ?                 |
| 2004-2005 | ?                   | ?                 |
| 2005-2006 | ?                   | ?                 |
| 2006-2007 | ?                   | ?                 |
| 2007-2008 | ?                   | ?                 |
| 2008-2009 | Omagh United        | Crewe United      |
| 2009-2010 | AFC Craigavon       | Markethill Swifts |
| 2010-2011 | Camlough Rovers     | Lisanally Rangers |
| 2011-2012 | Banbridge Rangers   | Broomhill         |
| 2012-2013 | Ballymacash Rangers | AFC Craigavon     |
| 2013-2014 | Newry City          | St Marys          |
| 2014-2015 | Valley Rangers      | Hanover           |
| 2015-2016 | Windmill Stars      | Moneyslane        |
| 2016-2017 | Richhill            | Silverwood        |
| 2017-2018 | Laurelvale          | Bourneview Mill   |
| 2018-2019 | Oxford Sunnyside    | Rectory Rangers   |
| 2019-2020 | St Marys            | Markethill Swifts |

## Partecipanti stagione 2019-2020
| Intermediate A - Banbridge Rangers - Ballymacash Rangers - Crewe United - Oxford Sunnyside - Windmill Stars - Moneyslane - Rectory Rangers - Valley Rangers - Hanover - Bourneview Mill - Richhill - Tandragee Rovers - Fivemiletown United - Laurelvale | Intermediate B - St Marys - Lurgan Town - Markethill Swifts - Tullyvallen - Ambassadors - Dromore Amateurs - Seagoe - Dungannon Tigers - Lower Maze - Seapatrick - AFC Craigavon - Craigavon City - Broomhedge Maghaberry |